# Шамс ад-Дін Ільдегіз
Шамс ад-Дін Ільдегіз (перс. اتابک شمس‌الدین ایلدگز) — військовий діяч Іракського султанату, засновник Держави атабеків на Кавказі.

## Життєпис
За походженням був кипчак. Згідно з Мірхондом у кипчаків був звичай: якщо який-небудь купець гуртом купував 40 рабів, то брав гроші з покупця тільки за 39, а 40-й віддавався безкоштовно. Таким 40-м виявився Ільдегіз, який мав брутальний та неприємний вигляд. Це сталося між 1118 та 1120 роками.
Спочатку служив сельджуцькому візирові Камала Діну аль-Сімірумі. У 1122 році, після вбивства останнього ісмаїлітами, потрапив до султана Махмуда II. Спочатку призначається очільником султанської кухні (ал-хіван салар). Потім увійшов до особистої охорони з мамлюків Тогрула II. У 1134 році перейшов на бік Масуда I, який надав йому титул еміра та призначив атабеком малолітнього сина Тогрула II — Арслан-шаха. У 1136 році Масуд I надає йому в якості ікти область Арран з резиденцією в Барді. Поступово знищив місцевих дрібних панів, Ільденіз починає контролювати весь Південний Азербайджан.
1146 року об'єднався з Зенгідами та емірами Бузабою з Фарсута і Аббасом з Рея проти султана Масуда I. Спочатку вони захопили Гамадан, а султан втік до Багдаду. Проте Масуду вдалося їх перемогти у липні 1147 році в битві біля Гамадану, де загинув емір Бузаба. В подальшому вимушений знову був визнати владу султана.
Після смерті Масуда I одружується на його Моміне-хатун (удові Тогрула II) і стає самостійним володарем на північно-західних територіях Іракського султанату. 1161 року сприяв поваленню султана Сулейман-шаха та оголошення султаном свого пасорбка Арслан-шаха, об'єднує в своїй державі весь Азербайджан і значну частину Аррана — до кордонів з Ширваном і Грузією. Отримує титул Великого атабека (атабак ал-а'зам). Водночас фактично став урядувати в Іракському султанаті. З цього часу взяв ім'я Шамс ад-Дін. Його старший син Джахан Пахлаван призначається амром-хаджибом султана, а другий син Кизил-Арслан — верховним головнокомандувачем військ (емір-сіпахсалар ал-кабіром).
Невдовзі проти султана підняв повстання Мухаммед, син померлого султана Мухаммеда II. Його підтримали Інандж, емір Рею, Ак-Сункур ал-Ахмаділі, емір Мараги, ал-Салгурі, емір Фарсу, Сйокман ібн Каймаз, емір Кума, Ак-Куш, емір Ардебіля, Алп-Аргун, емір Казміна. 3 серпня 1161 року поблизу Гамадану, Шамс ад-Дін розбив повсталих емірів і незабаром захопив місто Рей. Слідом за цим було переможено бунтівних атабеків Мераги. Потім атабек приборкав північну та Західну Персію. Протягом 1160—1162 років встановлено зверхність над Хорасаном, де тамтешні еміри визнали Арслан-шаха своїм правителем. У липні 1163 року об'єднані сили емірів, на чолі з Шамс ад-Діном здійснили похід до Грузії, де завдали важкої поразки грузинським військам і завоювали вірменське місто Двин. У 1166—1170 роках атабек приєднує до своїх володінь вірменське царство Сюнік.
У 1171 року сприяв відновленню Арслан-шаха II з Керманських Сельджуків, на трону Керману. У 1174 році Ільдегіз залишив Гамадан, забравши скарбницю та військо, перебравшись до Аррану. Султан вимушений був замиритися з впливовим еміром. Того ж року рушив на Нахічевань, куди вдерлися грузинські війська. Проте епідемія чуми завадила продовженню кампанії. В результаті грузини захопили місто Ані, невдовзі завдали поразки армії атабека. Втім 1175 року Шамс ад-Дін завдав тяжкої поразки грузинському цареві Георгію III. Помер у 1175 році. Поховано в Гамадані. Владу успадкував його старший син Мухаммед Джахан Пахлаван.